# Грек Зорба (балет)
«Грек Зорба» — балет Мікіса Теодоракіса на 2 дії. Лібрето Лорки Мясіна за однойменним романом Нікоса Казантзакіса.
Дія і роману, і фільму розгорталася на Криті; дія ж балету, в якому, і персонажі і фабула зазнали досить глибоких змін, відбувається на якомусь невизначеному, можна сказати умовному грецькому острові, який є рідкісним куточком світу, де міста, села та пагорби мають казкові і прадавні античні назви.

## Дійові особи
- Зорба
- Марина
- Джон
- Мадам Хортонс
- Маноліос

## Лібрето
Події розгортаються у гірському грецькому містечку. Сюди приїздить американський турист Джон, щоб узяти участь у прадавніх діонісійських містеріях.
Джон закохується у гречанку Марину, нерозділеним почуттям до якої палає її співвітчизник Маноліос.
Місцеве населення вороже ставиться до іноземця. Хтозна до чого б це призвело, але в цей час до рідного містечка повертається Зорба, вільна і неупереджена людина, яка дуже відрізняється від своїх земляків. Він, наче кидаючи виклик, зав'язує із Джоном ділові стосунки, а врешті починає товаришувати, розкриваючи іноземцеві глибинний сенс прадавніх ритуальних танців прихильників Діоніса.
Мадам Хортонс, колишня субретка, закохується у пристрасного Зорбу, який відгукується на її почуття. Ворожість населення до закоханих Джона та Марини спалахує з новою силою, спровокована мстивими ревнощами Маноліоса. Затоптана натовпом Марина, гине.
Джону загрожують молоді греки, приятелі Маноліоса, але Зорба рятує американця.
Спільний бізнес Джона і Зорби зазнає краху. Від сухот помирає мадам Хортонс.
Засмучений Зорба шукає розради у танці. Разом з Джоном їм вдається згуртувати людей, заряджаючи їх життєстверджуючою енергією танцю.
Відбувається зустріч двох світів і двох цивілізацій: з одного боку– Алексіс Зорба, людина землі і гір; з другого – молодий американець Джон, якому доводиться вчитися розуміти новий для нього світ і народ. Життя має продовжуватися і треба сподіватися на краще майбутнє: саме в цьому й міститься послання танцю Зорби, вчителя та наставника Джона.
Народний танок сіртакі відображає всепереможну енергію грецького народу, давньої сильної нації, яка втілилася у Зорбі.
Цю енергію не можна знищити, завдяки їй світ продовжує жити.